# Loren MacIver
Loren MacIver (Nueva York, 2 de febrero de 1909 - Nueva York, 3 de mayo de 1998) fue una pintora estadounidense y la primera mujer representada en la colección permanente del Museo de Arte Moderno.

## Biografía
Hija de Julia Mclvers, cuyo apellido la artista mantuvo pero modificado, y de Charles Augustus Paul Newman, a los diez años asistió a clases de arte en la Art Students League. Maclver afirmó que estas clases fueron los únicos estudios institucionales que había recibido en toda su carrera. En 1929 se casó con el poeta y crítico Lloyd Frankenburg.

## Trayectoria
La obra de MacIver abarca desde lo naturalista hasta lo abstracto, pero lo consistente en todo su trabajo es la habilidad con la que representa la luz. La ciudad de Nueva York, donde pasó gran parte de su vida, y su interés por la naturaleza han sido los temas principales del arte de Maclver,
Comenzó a mostrar su trabajo en exposiciones colectivas de algunas galerías y asociaciones de arte entre 1933 y 1937. Trabajó para el Federal Art Project/Works Progress Administration (FAP/WPA). El director de la FAP/WPA, Holger Cahill, escribió sobre ella: "En su fusión de los intereses del mundo de los hechos y el mundo de los sentimientos, el trabajo de Miss MacIver es ricamente imaginativo y delicioso en su expresión sensible y personalizada ".
Desde 1936 hasta 1939 trabajó en la WPA y en la década de 1940, a medida que crecía su reputación, recibió encargos para realizar varios murales para líneas navieras y portadas de revistas. Después de su primer viaje a Europa en 1948, Maclver pintó con colores cada vez más brillantes. En 1966 regresó a París, donde vivió cuatro años, trabajando en Provenza durante varios inviernos. 
En 1946 explicaba así su método: "Cosas muy simples pueden llevar al descubrimiento. Esto es lo que me gustaría hacer con la pintura: partir de cosas simples para llevar la mirada mediante diversas manipulaciones de colores, objetos y tensiones hacia una transformación y una recompensa".
Su trabajo se publicó en revistas populares como Fortune (1944) y Town & Country (1947). En 1947-48, recibió el encargo de decorar el salón de primera clase del crucero de lujo SS Argentina y los comedores de los barcos de American Export Lines .
La obra de Maclver fue muy valorada a lo largo de su vida, recibiendo gran número de elogios tal como señala un artículo del New York Times destacando su método de incorporar elementos franceses en su trabajo: "La señorita Maclver,  estadounidense que ha vivido durante muchos años en Francia, es una artista por derecho propio y ha sido eminentemente capaz de tomar los ingredientes franceses, asimilarlos y crear a partir de ellos un sabor, un estilo y, a veces, una visión propia".
En sus últimos años, en la década de 1970, la artista había comenzado a reinterpretar temas anteriores y su trabajo ya no se consideraba innovador, retirando su obra la Galería Pierre Matisse . Después de la muerte de su marido en 1975, redujo su ritmo de trabajo, pero continuó mostrando varias de sus expuso su obra unos meses antes de su muerte.
En un artículo del New York Times se destaca su dominio de los fundamentos del arte: "Completamente familiarizada con la alta cocina pictórica, Loren MacIver mezcla desde hace algún tiempo los soufflés y las salsas bearnesas del futurismo, el surrealismo y el cubismo, añadiendo más que una prodigiosa pizca de impresionismo".
MacIver es la primera mujer representada en la colección permanente del Museo de Arte Moderno, siendo una de sus obras adquirida por el director Alfred H. Barr, Jr. en 1935.
Las obras de MacIver se encuentran en las colecciones permanentes de varias instituciones, incluida la Addison Gallery of American Art, Art Institute of Chicago, Baltimore Museum of Art, Brooklyn Museum, Hirshhorn Museum and Sculpture. Jardín, Museo de Arte del Condado de Los Ángeles, Museo Metropolitano de Arte, Museo de Arte Contemporáneo, Chicago, Museo de Arte Moderno, Galería Nacional de Arte, Washington D. C., Museo de Arte de Filadelfia, Colección Phillips, Museo de Arte Moderno de San Francisco, Walker Art Center, Museo Whitney de Arte Americano, y Arte de la Universidad de Yale Galería .